# Koichi Nasu
Koichi Nasu (* 1947 in Yono-shi, Japan; † 3. März 2003 in Tōgane, Japan) war ein japanischer Maler, Grafiker und Objektkünstler.

## Leben
Koichi Nasu studierte in frühen Jahren in der japanischen Hauptstadt Tokio an verschiedenen Kunstschulen. Ab 1972 lebte er in Deutschland, wobei er an der Staatlichen Akademie der Bildenden Künste Stuttgart sein Studium fortsetzte. 1976 gewann er zusammen mit anderen jungen Künstlern den Ersten Preis im Jugendwettbewerb der Künstlergilde Ulm, ein derzeit eingestellter Wettbewerb.
Koichi Nasu war Mitglied des Deutschen Künstlerbundes. Bis 2001 lebte und arbeitete er in Frankfurt am Main, danach bis zu seinem Tod in Japan.